# White cube
Een white cube (Engels voor "witte kubus") is een expositieruimte met een vierkante of rechthoekige vorm, strakke witte muren en meestal een lichtbron in het plafond. Het heeft vaak hardhouten of gepolijste betonnen vloeren. In het begin van de twintigste eeuw werd de kunst abstracter en groepen als het Bauhaus en de Stijl eisten dat hun werken op witte muren werden getoond; voor hen was de achtergrond een integraal onderdeel van de foto, het was de lijst. De show van James Abbott McNeill Whistler in 1883 in de Fine Art Society in Londen wordt genoemd als misschien wel de eerste "white cube"-show, waarbij de kunstwerken in het wit waren ingelijst en tegen een wit vilten achtergrond  gehangen. In de hedendaagse kunstwereld is de white cube de standaard voor het tonen van kunst.

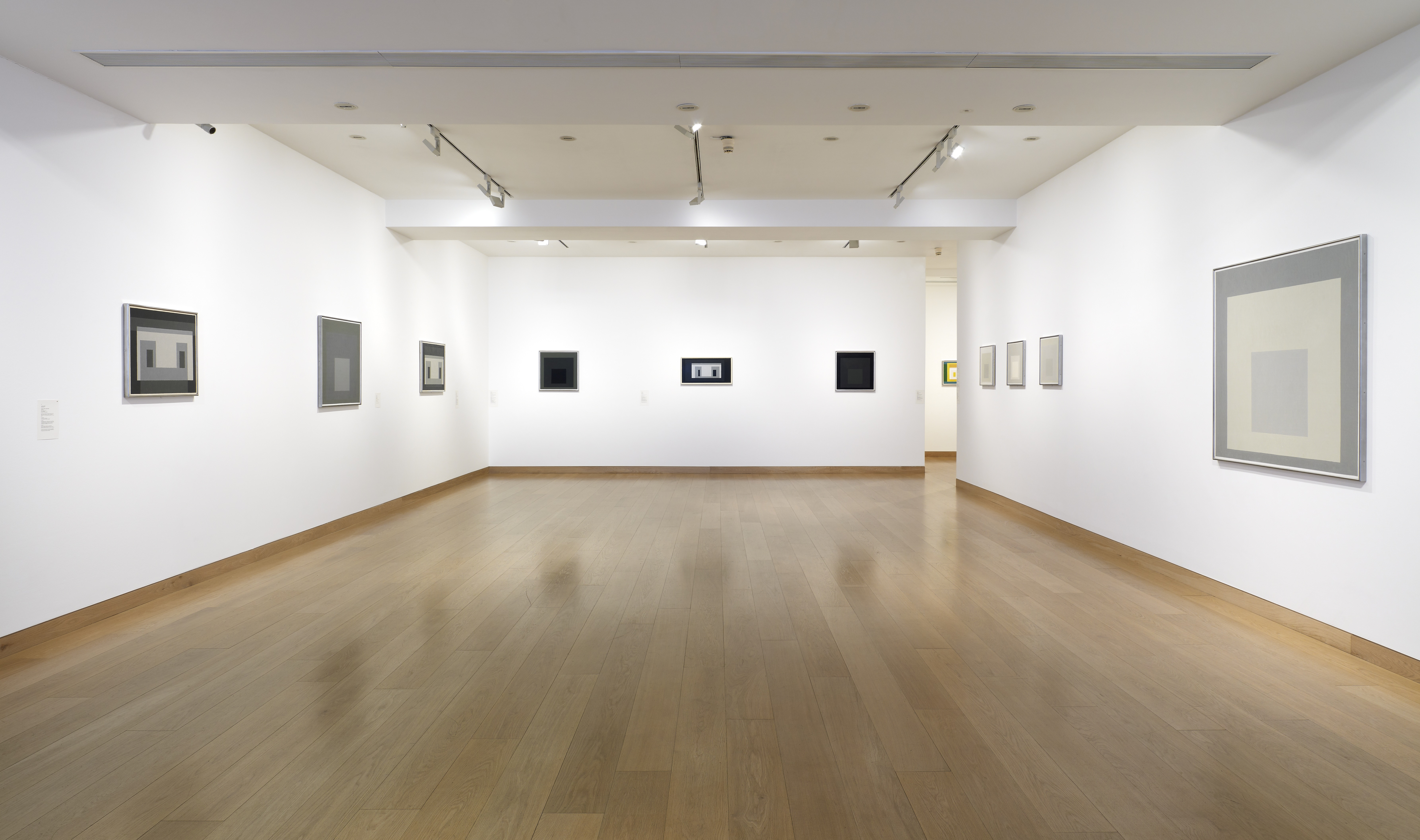
Een white cube ruimte met hardhouten vloer in Waddington Custot in Londen

In 1976 werd de White Cube-esthetiek door Brian O'Doherty bekritiseerd als een modernistische obsessie. In Inside the White Cube: The Ideology of the Gallery Space  betoogde hij dat bij een schildersezelschilderij de lijst het raam was waardoor men de wereld zag, en dat daarom een muur nodig was voor de context. Als de lijst weg is en de muur wit is, ontbreken volgens O'Doherty perspectief en formele compositie. O'Doherty beschrijft de vlakheid van Monet als het eroderen van de lijn van een rand, en ziet de White Cube als het herdefiniëren van het beeldvlak. O'Doherty betoogt dat het niet langer voldoende is om de witte muur als kader voor de kunst te gebruiken, maar in het modernisme wordt het noodzakelijk om het werk opnieuw te definiëren om het te exploiteren, te vullen. Hij schrijft dat de toeschouwer moet vragen: "Waar moet ik staan?"
O'Doherty beschrijft de context van de witte ruimte als een weerspiegeling van de twintigste-eeuwse samenleving, waar het leven gescheiden is geraakt van de geografie. In het postmodernisme ziet hij dat kunst ontworpen is om moeilijk, duur en exclusief te zijn. Voor O'Doherty is de white cube-ruimte een ontworpen sociaal, financieel en intellectueel snobisme, waar kunst grote dure ruimtes moet innemen. Hij ziet de neutraliteit van de witte muren als een illusie, die kunstenaar en elite-toeschouwer samenbindt, terwijl de kubus een acceptatie is van de vervreemding van de kunstenaar van de samenleving en de kunstenaar die de galerieruimte accepteert, zich conformeert aan de sociale orde.
In 2003 lanceerde Charles Saatchi een aanval op het concept van de white cube en noemde het "antiseptisch" en een "time warp ... gedicteerd door museummode". Kunstcriticus Jonathan Jones schreef in 2015 dat hoewel het ooit "een echte schok was om een galerij binnen te lopen die zo wit en puur was als een Stanley Kubrick-ruimtestation", de stijl sindsdien conventioneel en ongeïnspireerd is geworden. 